# Мінімальний многочлен (теорія полів)
В теорії полів, мінімальний многочлен — це визначений щодо розширення поля {\displaystyle E/F} і елемента з {\displaystyle E.} Мінімальний многочлен елемента, якщо він існує, це член кільця поліномів {\displaystyle F[x],} від змінної {\displaystyle x} з коефіцієнтами в {\displaystyle F.} Для елемента {\displaystyle \alpha \in E,} нехай {\displaystyle J_{\alpha }} буде множиною всіх многочленів {\displaystyle f(x)\in F[x]} таких, що {\displaystyle f(\alpha )=0.} Елемент {\displaystyle \alpha } називається коренем або нулем кожного многочлена в {\displaystyle J_{\alpha }.} Ми так називаємо множину {\displaystyle J_{\alpha },} бо це ідеал {\displaystyle F[x].} Нульовий многочлен, всі коефіцієнти якого {\displaystyle 0,} є в кожному {\displaystyle J_{\alpha },} бо {\displaystyle 0\alpha ^{i}=0,\forall \alpha ,i.} Це робить нульовий многочлен непридатним для класифікації різних значень {\displaystyle \alpha } за типами, отже його виключаємо. Якщо існує будь-який ненульовий многочлен в {\displaystyle J_{\alpha },} тоді {\displaystyle \alpha } називається алгебраїчним елементом над {\displaystyle F,} і існує нормований, зі старшим коефіцієнтом {\displaystyle 1,} найменшого степеня в {\displaystyle J_{\alpha }} многочлен. Це і є мінімальний многочлен для {\displaystyle \alpha } щодо {\displaystyle E/F.} Він унікальний і незвідний над {\displaystyle F.} Якщо єдиним членом {\displaystyle J_{\alpha }} є нульовий многочлен, тоді {\displaystyle \alpha } називають трансцендентним елементом над {\displaystyle F} і воно не має мінімального многочлена щодо {\displaystyle E/F.}
Мінімальний многочлен корисний для побудови й аналізу розширень полів. Коли {\displaystyle \alpha } є алгебраїчним з мінімальним многочленом {\displaystyle a(x),} найменше поле, яке містить і {\displaystyle F,} і {\displaystyle \alpha } ізоморфне до фактор-кільця {\displaystyle F[x]/\langle a(x)\rangle ,} де {\displaystyle \langle a(x)\rangle } є ідеалом {\displaystyle F[x]} утвореним {\displaystyle a(x).} Мінімальні многочлени також використовуються для означення спряжених елементів.

## Приклади
Якщо F = Q, E = R, α = √2, тоді мінімальний многочлен для α це a(x) = x2 − 2. Базове поле F важливо тим, що воно визначає можливі коефіцієнти для a(x).  Наприклад, якщо взяти F = R, тоді мінімальним многочленом для α = √2 є a(x) = x − √2. 
Якщо  α = √2 + √3, тоді мінімальний многочлен в Q[x] це a(x) = x4 − 10x2 + 1 = (x − √2 −  √3)(x + √2 − √3)(x − √2 + √3)(x + √2 + √3).